# آزدارار

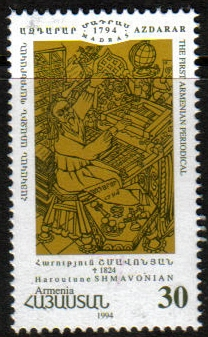
تمبر یادبود

آزدارار (به ارمنی: Ազդարար) نام نخستین نشریه ارمنی‌زبان جهان است. 
نخستین شماره این روزنامه، در ۱۶ اکتبر ۱۷۹۲ میلادی به وسیله هارطون شماونیای شیرازی در شهر مَدرَس هند انتشار یافت.
نشریه آزدارار که به‌صورت خبرنامه منتشر می‌شده، ۴۳ سال قبل از انتشار مطبوعات در ایران، چاپ می‌گردیده است.